# Forte de São Luís Gonzaga
O Forte de São Luís Gonzaga, também conhecido como Forte Velho ou Castelo Velho, localiza-se em posição dominante sobre um outeiro, fronteiro à cidade de Setúbal, dominando a margem direita da foz do rio Sado e o oceano Atlântico, em Portugal.

## O Forte e as muralhas da vila de Setúbal
Este forte foi erguido no século XVII com traça do arquitecto militar Luís Serrão Pimentel, para complemento da defesa da cidade pelo lado de terra. Encontra-se figurado em várias plantas antigas da defesa da cidade de Setúbal.
Não se encontra classificado pelos poderes públicos, encontrando-se actualmente em estado de ruínas, abandonado. Apesar de não se notar a sua estrutura, encoberta pela vegetação envolvente, o forte é vísivel a partir do Google Earth.

## Características

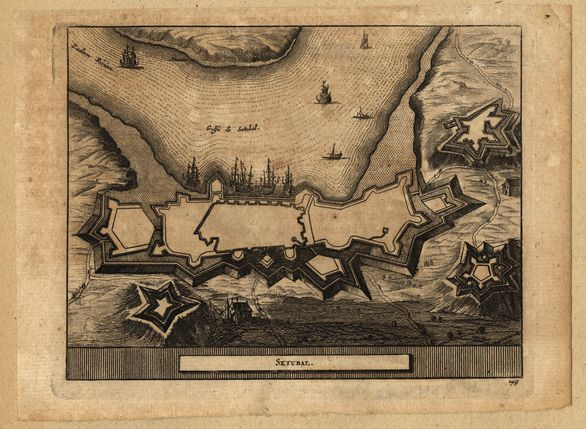
Muralhas de Setúbal, Portugal, em mapa do século XVIII: o Forte de São Luís Gonzaga figura no canto inferior direito.

Em alvenaria de pedra e tijolo, revestida por cantaria de pedra, apresenta planta poligonal regular estrelada (orgânica) com cinco baluartes nos vértices, cercada por um fosso.